# Antonio de Arfe
Antonio de Arfe, (León, h. 1510 - Madrid, julio de 1575 a febrero de 1576) fue un orfebre español del siglo XVI, hijo del orfebre alemán Enrique de Arfe y de Gertruda Rodríguez de Carreño, fue padre del también orfebre Juan de Arfe y de otro Antonio de Arfe homónimo con el que no hay que confundirlo y que fue el humanista autor de Vida y fábulas exemplares de Esopo traducidas en rimas castellanas, Sevilla, P. Gómez de Pastrana, 1642 (1586), con prólogo de su hermano; el traductor de las fábulas fue también grabador.

## Obra
Desde Sevilla hizo un breve viaje a Perú en 1535; ya de vuelta, en 1539 le encargaron la custodia para la Catedral de Santiago de Compostela, que concibió a la manera plateresca de superposición de templetes y con columnas de candelabro (el mismo año se comenzaba en Zaragoza una muy semejante por Forment y Lamaison); similar será la custodia de Medina de Rioseco (1554) y dentro del mismo tono estará el resto de la producción de Antonio. Desplazado por la competencia que le hacía en León su primo Enrique Belcove, se estableció en Sevilla en 1546, un lugar muy a propósito para un orífice como él, y desde 1550 en Valladolid; finalmente se vino a Madrid.
Dejó una obra menos importante que su padre y que la que dejó posteriormente su hijo. La lámina desplegable con el árbol genealógico de los Girones del libro de Jerónimo Gudiel Compendio de algunas historia de España y de la familia de los Girones (Alcalá de Henares, Juan Iñiguez de Lequerica, 1587) debe ser de su hijo homónimo. También hizo una arquilla de ébano, jaspe y plata para la Duquesa de Alba en 1571. Se le atribuyen la Custodia de Fuenteovejuna y el Templete de plata dorada de Badajoz. Casado con María de Betanzos y Villafañe hacia 1530, tuvo un hijo, Juan de Arfe y Villafañe (1635-1603), que recibió una mayor formación humanística y escribió sobre modelos y teorías artísticas de escultura, arquitectura y orfebrería, al que añadió dos hermanos, Antonio y Enrique, y una hermana. Antonio tradujo en verso las fábulas de Esopo